# باخوتا
باخوتا (به لاتین: Bakhuta) یک منطقهٔ مسکونی در گرجستان است که در اوستیای جنوبی واقع شده‌است. باخوتا ۱٬۲۸۰ متر بالاتر از سطح دریا واقع شده‌است.